# Melissa Bulanhagui
Melissa Bulanhagui ps. Jada Kai (ur. 16 sierpnia 1990 r. w Filadelfii) – amerykańsko-filipińska łyżwiarka figurowa, dwukrotna mistrzyni Filipin (2012, 2013). Po zakończeniu kariery sportowej została w 2019 roku aktorką pornograficzną.

## Życiorys
Urodziła się 16 sierpnia 1990 roku w Filadelfii, w rodzinie emigrantów z  Filipin. W wieku sześciu lat zaczęła jeździć na łyżwach i wieku 13 lat zakwalifikowała się do reprezentacji Stanów Zjednoczonych. Dwa lata później wywalczyła brązowy medal juniorskich mistrzostw Stanów Zjednoczonych. W 2007 r. doznała kontuzji, gdy dwukrotnie skręciła prawy staw skokowy i zerwała więzadła.
Po podjęciu rywalizacji wśród seniorów nie odnosiła już sukcesów, zaczęła też mniej intensywnie trenować. W 2010 r. bez powodzenia walczyła o miejsce w reprezentacji Stanów Zjednoczonych na zimowe igrzyska olimpijskie w Vancouver. Po tej porażce zaczęła częściej sięgać po alkohol. Ostatecznie zdecydowała się kontynuować karierę, reprezentując Filipiny. Jako filipińska zawodniczka dwukrotnie wywalczyła mistrzostwo tego kraju i zdobyła trzecie miejsce w Asian Trophy i mistrzostwach czterech kontynentów. W następnej kolejności zaczęła rywalizować o udział w zimowych igrzyskach olimpijskich w Soczi w 2014 r. i mimo że wygrała konkursy krajowe, odmówiono jej wyjazdu, a kwalifikację olimpijską przyznano mistrzyni Filipin juniorów.
Po odmówieniu jej prawa udziału w igrzyskach w Soczi, zakończyła karierę sportową i wyjechała do Tajlandii, gdzie zaangażowała się w tworzenie od podstaw dyscypliny łyżwiarstwa figurowego, ale szybko wróciła do Stanów Zjednoczonych, gdzie pracowała początkowo jako trenerka, barmanka i sprzedawczyni sklepowa, ale szybko zaczęła znów nadużywać alkoholu. Podczas wyjazdu ze znajomym do Kalifornii w poszukiwaniu pracy zdalnej natknęła się na pornograficzne kamerki internetowe i zaczęła pracę w tej branży. Szybko zyskała popularność i nawiązała współpracę ze studiem pornograficznym Reality Kings, w którym zagrała w trzech filmach. Ostatecznie porzuciła inne aktywności i pod pseudonimem Jada Kai zaczęła występować w filmach pornograficznych, które wcześniej oglądała w celu rozładowania frustracji.
W 2012 roku poślubiła Nicholasa Baroco.

## Osiągnięcia
|                                       | Stany Zjednoczone | Stany Zjednoczone | Stany Zjednoczone | Stany Zjednoczone | Stany Zjednoczone | Stany Zjednoczone | Stany Zjednoczone | Stany Zjednoczone | Stany Zjednoczone | Filipiny | Filipiny | Filipiny | Filipiny |
| Zawody                                | 02–03             | 03–04             | 04–05             | 05–06             | 06–07             | 07–08             | 08–09             | 09–10             | 10–11             | 11–12    | 12–13    | 13–14    | 14–15    |
| Międzynarodowe                        |                   |                   |                   |                   |                   |                   |                   |                   |                   |          |          |          |          |
| Mistrzostwa czterech kontynentów      |                   |                   |                   |                   |                   |                   |                   |                   |                   |          | 17       |          | 15       |
| Asian Open Trophy                     |                   |                   |                   |                   |                   |                   |                   |                   |                   |          |          | 3        |          |
| Nebelhorn Trophy                      |                   |                   |                   |                   |                   |                   |                   |                   | 3                 |          |          |          |          |
| U.S. International Classic            |                   |                   |                   |                   |                   |                   |                   |                   |                   |          | 7        |          |          |
| Międzynarodowe: Kategorie młodzieżowe |                   |                   |                   |                   |                   |                   |                   |                   |                   |          |          |          |          |
| JGP Finał                             |                   |                   |                   |                   | 4                 |                   |                   |                   |                   |          |          |          |          |
| JGP na Białorusi                      |                   |                   |                   |                   |                   |                   | 9                 |                   |                   |          |          |          |          |
| JGP w Bułgarii                        |                   |                   |                   |                   |                   | 5                 |                   |                   |                   |          |          |          |          |
| JGP w Czechach                        |                   |                   |                   |                   | 4                 |                   |                   |                   |                   |          |          |          |          |
| JGP w Rumunii                         |                   |                   |                   |                   | 2                 |                   |                   |                   |                   |          |          |          |          |
| JGP we Włoszech                       |                   |                   |                   |                   |                   |                   | 1                 |                   |                   |          |          |          |          |
| Gardena Spring Trophy                 |                   |                   |                   | 1 J               |                   |                   |                   |                   |                   |          |          |          |          |
| NACS                                  |                   |                   |                   | 2 J               |                   |                   |                   |                   |                   |          |          |          |          |
| Krajowe                               |                   |                   |                   |                   |                   |                   |                   |                   |                   |          |          |          |          |
| Mistrzostwa Filipin                   |                   |                   |                   |                   |                   |                   |                   |                   |                   | 1        | 1        |          |          |
| Mistrzostwa Stanów Zjednoczonych      |                   |                   | 8 N               | 3 J               | 12                | 8                 |                   | 12                | 10                |          |          |          |          |
| Eastern Sectionals                    |                   |                   | 4 N               | 2 J               |                   | 2                 | 6                 | 2                 | 2                 |          |          |          |          |
| South Atlantic Regionals              | 9 N               | 10 N              | 4 N               | 1 J               |                   |                   |                   | 1                 |                   |          |          |          |          |

## Filmografia
- Daughter Swap: Graduation Daughter Bangers (2019)[2]
- Huge Cock Fiends #5 (2019)[2]
- BFFs: Whoriental (2019)[2]